# Vicariato apostolico di Aysén
Il vicariato apostolico di Aysén (in latino: Vicariatus Apostolicus Aysenensis) è una sede della Chiesa cattolica in Cile suffraganea dell'arcidiocesi di Puerto Montt. Nel 2022 contava 70.670 battezzati su 106.000 abitanti. È retto dal vescovo Luigi Infanti della Mora, O.S.M.

## Territorio
Il vicariato apostolico comprende l'intero territorio della regione cilena di Aysén, ad eccezione dell'arcipelago Guaitecas.
Sede del vicariato è la città di Coyhaique, dove si trova la concattedrale di Nostra Signora dei Dolori. Ad Puerto Aysén sorge la cattedrale di Santa Teresa del Bambin Gesù.
Il territorio si estende su 109.865 km² ed è suddiviso in 6 parrocchie che comprendono 58 comunità, raggruppate, a loro volta, in 10 zone pastorali. I luoghi di culto, tra chiese e cappelle, superano la sessantina.

### Parrocchie
Il sito del vicariato apostolico elenca 6 parrocchie:
- Cattedrale di Santa Teresa del Bambin Gesù, Puerto Aysén
- Concattedrale di Nostra Signora dei Dolori, Coyhaique
- Nostra Signora del Carmine, Chile Chico
- Stella Maris, Puerto Aguirre
- San Giuseppe Operaio, Cochrane
- Nostra Signora del Lavoro, Puerto Cisnes

## Storia
La prefettura apostolica di Aysén fu eretta il 17 febbraio 1940 con la bolla Alteris Nostris di papa Pio XII, ricavandone il territorio dalla diocesi di San Carlos de Ancud. La nuova circoscrizione ecclesiastica fu affidata ai Servi di Maria della provincia lombardo-veneta.
L'8 maggio 1955 la prefettura apostolica è stata elevata a vicariato apostolico con la bolla In amplitudinem dello stesso papa Pio XII.
Il 10 maggio 1963 è entrata a far parte della provincia ecclesiastica dell'arcidiocesi di Puerto Montt.
Il 1º giugno 1970 il vicariato ha ceduto alla diocesi di San Carlos de Ancud l'arcipelago Guaitecas e la provincia di Palena.
Nel 1978 la sede del vicariato è stata trasferita da Puerto Aysén a Coyhaique, in considerazione delle maggiori necessità pastorali in quest'ultima città.
Nel 2000 la diocesi di San Carlos de Ancud ha ceduto al vicariato apostolico i due centri abitati di Raúl Marín Balmaceda e Puerto Gala, che sono stati aggregati alla parrocchia di Puerto Cisne.

## Cronotassi dei vescovi
Si omettono i periodi di sede vacante non superiori ai 2 anni o non storicamente accertati.
- Antonio Maria Michelato Danese, O.S.M. † (5 aprile 1940 - settembre 1958 dimesso)
- Cesare Gerardo Maria Vielmo Guerra, O.S.M. † (19 dicembre 1959 - 16 giugno 1963 deceduto)
- Savino Bernardo Maria Cazzaro Bertollo, O.S.M. † (10 dicembre 1963 - 8 febbraio 1988 nominato arcivescovo di Puerto Montt)
- Aldo Maria Lazzarin Stella, O.S.M. † (15 maggio 1989 - 19 gennaio 1998 dimesso)
- Luigi Infanti della Mora, O.S.M., dal 30 agosto 1999

## Statistiche
Il vicariato apostolico nel 2022 su una popolazione di 106.000 persone contava 70.670 battezzati, corrispondenti al 66,7% del totale.
| anno | popolazione | popolazione | popolazione | presbiteri | presbiteri | presbiteri | presbiteri                | diaconi | religiosi | religiosi | parrocchie |
| anno | battezzati  | totale      | %           | numero     | secolari   | regolari   | battezzati per presbitero | diaconi | uomini    | donne     | parrocchie |
| ---- | ----------- | ----------- | ----------- | ---------- | ---------- | ---------- | ------------------------- | ------- | --------- | --------- | ---------- |
| 1949 | 26.850      | 28.600      | 93,9        | 10         | 1          | 9          | 2.685                     |         | 11        | 6         | 3          |
| 1966 | 54.000      | ?           | ?           | 17         | 1          | 16         | 3.176                     |         | 18        | 22        | 7          |
| 1970 | 55.000      | 60.000      | 91,7        | 17         | 2          | 15         | 3.235                     |         | 18        | 45        | 5          |
| 1976 | 57.000      | 30.000      | 190,0       | 22         | 1          | 21         | 2.590                     | 2       | 26        | 30        | 6          |
| 1980 | 62.228      | 65.213      | 95,4        | 19         | 1          | 18         | 3.275                     | 2       | 25        | 37        | 6          |
| 1990 | 73.000      | 77.000      | 94,8        | 18         | 2          | 16         | 4.055                     | 2       | 21        | 30        | 6          |
| 1999 | 83.000      | 93.000      | 89,2        | 12         | 3          | 9          | 6.916                     | 2       | 11        | 26        | 6          |
| 2000 | 85.000      | 95.000      | 89,5        | 13         | 3          | 10         | 6.538                     | 2       | 11        | 25        | 6          |
| 2001 | 87.000      | 97.000      | 89,7        | 13         | 5          | 8          | 6.692                     | 3       | 9         | 24        | 6          |
| 2002 | 88.000      | 98.000      | 89,8        | 14         | 6          | 8          | 6.285                     | 4       | 11        | 29        | 6          |
| 2003 | 66.250      | 90.000      | 73,6        | 15         | 7          | 8          | 4.416                     | 4       | 12        | 27        | 6          |
| 2004 | 71.898      | 90.300      | 79,6        | 16         | 6          | 10         | 4.493                     | 4       | 12        | 26        | 6          |
| 2010 | 76.000      | 97.000      | 78,4        | 14         | 6          | 8          | 5.428                     | 6       | 9         | 20        | 6          |
| 2014 | 68.000      | 100.000     | 68,0        | 16         | 8          | 8          | 4.250                     | 9       | 8         | 22        | 6          |
| 2017 | 70.195      | 105.120     | 66,8        | 13         | 6          | 7          | 5.399                     | 8       | 7         | 22        | 6          |
| 2020 | 69.370      | 104.000     | 66,7        | 10         | 4          | 6          | 6.937                     | 7       | 6         | 18        | 5          |
| 2022 | 70.670      | 106.000     | 66,7        | 8          | 2          | 6          | 8.833                     | 7       | 7         | 18        | 6          |